# 加藤裕美
加藤 裕美（かとう ひろみ、1964年4月28日 - ）は、日本の男性アニメーター、キャラクターデザイナー。東京都八王子市出身。
　

## 人物
高校卒業後、日本アニメーションへ入社し『世界名作劇場シリーズ』や同社のその他の諸作品に原画マン・作画監督として参加した。キャラクターデザイナーとしてのデビュー作は『大草原の小さな天使 ブッシュベイビー』。
1997年以後はフリーランスとなり、『天使になるもんっ!』・『NEEDLESS』・『ギルティクラウン』等ではキャラクターデザインを担当している。

## 参加作品

### テレビアニメ
1983年
- ミームいろいろ夢の旅（1983年 - 1985年、動画チェック）

1987年
- 愛の若草物語（原画・動画チェック）

1988年
- 小公子セディ（原画）

1989年
- ピーターパンの冒険（原画）

1990年
- 私のあしながおじさん（原画）

1991年
- トラップ一家物語（原画・作画監督）

1992年
- 大草原の小さな天使 ブッシュベイビー（キャラクターデザイン・作画監督）
- 風の中の少女 金髪のジェニー（1992年 - 1993年、原画）

1993年
- 若草物語 ナンとジョー先生（原画）

1994年
- とんでぶーりん（キャラクターデザイン・作画監督）

1997年
- 少女革命ウテナ（作画監督、原画）

1999年
- 天使になるもんっ!（キャラクターデザイン・作画監督）

2000年
- だぁ!だぁ!だぁ!（原画）

2001年
- 機動天使エンジェリックレイヤー（作画監督補）

2003年
- 明日のナージャ（原画）
- GAD GUARD（作画監督・原画）
- カレイドスター 新たなる翼（2003年 - 2004年、作画監督）

2004年
- 忘却の旋律（作画監督・原画）

2005年
- BECK（作画監督）
- 奥さまは魔法少女（原画・OPED原画）
- Paradise Kiss（作画監督・原画）

2006年
- ケモノヅメ（原画）

2007年
- DEATH NOTE（OP2作画監督）

2008年
- 魍魎の匣（ED作画監督）

2009年
- NEEDLESS（キャラクターデザイン）
- こばと。（キャラクターデザイン・原画）

2010年
- とある魔術の禁書目録II（キーアニメーター・総作画監督・作画監督・ED作画監督・原画）

2011年
- ギルティクラウン（2011年 - 2012年、アニメーションキャラクター・作画監督・OP2作画監督）

2013年
- 八犬伝―東方八犬異聞―（キャラクターデザイン・OPED総作画監督）
- ファンタジスタドール（アニメーションキャラクターデザイン・総作画監督）
- 進撃の巨人（原画）

2016年
- 甲鉄城のカバネリ（作画監督）

2017年
- ID-0（アニメーションキャラクターデザイン）

2020年
- モンスター娘のお医者さん（キャラクターデザイン・総作画監督）

2021年
- 月とライカと吸血姫（キャラクターデザイン・総作画監督）

2023年
- ゴブリンスレイヤーII（キャラクターデザイン）
- はめつのおうこく（キャラクターデザイン・総作画監督）
- 帰還者の魔法は特別です（キャラクターデザイン）

2024年
- なぜ僕の世界を誰も覚えていないのか?（キャラクターデザイン）

### 劇場アニメ
1996年
- ハーメルンのバイオリン弾き（キャラクターデザイン・作画監督）

2001年
- あずまんが大王（キャラクターデザイン・作画監督）

2002年
- シックス・エンジェルズ（キャラクターデザイン・作画監督）

### OVA
2007年
- CLAMP IN WONDERLAND2 1995〜2006（キャラクターデザイン・作画監督）

2008年
- よつのは（OP作画監督、ED作画）

2014年
- チェインクロニクル 〜ショートアニメ〜（キャラクターデザイン）